# Репост (фильм)
«Репост» (англ. Share) — драматический фильм Пиппы Бьянко, снятый в 2019 году. Картина основана на одноименном короткометражном фильме режиссёра.

## Сюжет
16-летняя Мэнди получает сообщения от друзей по поводу видео со своим участием, которое стало вирусным в интернете. На нём девушка лежит без сознания со спущенными штанами в окружении группы хихикающих парней. Она ничего не помнит, и когда пытается выяснить обстоятельства происшествия, её подвергают остракизму.

## В ролях
- Рианна Баррето — Мэнди Ланди
- Чарли Пламмер — Дилан
- Пурна Джаганнатан — Керри Ланди
- Джей Си Маккензи — Микки Ланди
- Лови Симон — Дженна
- Николас Голицын — Эй Джей
- Дэнни Мастроджорджио — Тони
- Джалил Сваби — Мейсон
- Милкания Диас-Рохас — Миа
- Кристиан Коррао — Тайлер Ланди
- Эмили Волошук — Кейли
- Сидни Холмс — Лейси
- Эмили Дебовски — Красотка
- Иван Ванис Руис — офицер Грегг
- Дарлин Кук — директор Марш
- Элисон Смайли — учитель
- Джей Джей Джонс — тренер Чонси
- Кимми Чой — репортёр
- Энтони К. Фаррелл — психолог
- Аеша Мансур Гонсалвес — юрист

## Производство
В мае 2015 года было объявлено, что Пиппа Бьянко работает над полнометражной адаптацией своего короткометражного фильма « Репост», ставшего победителем секции «Cinéfondation» Каннского кинофестиваля 2015 года. В январе 2016 года фильм стал одним из 12 проектов, выбранных Институтом Сандэнс для своей лаборатории сценаристов. В марте 2017 года было объявлено, что работой над фильмом занимается компания A24, а главную роль исполнит молодая актриса Рианна Баррето. В октябре 2017 года было анонсировано участие в проекте Чарли Пламмера, Пурны Джаганнатан, Джея Си Маккензи, Лови Симон и Николаса Голицына. Продюсерами были названы Карли Хьюго, Тайлер Бирн и Мэтью Паркер.
Основные съемки начались в октябре 2017 года в Торонто. Музыкальное сопровождение выполнено электронным музыкантом Шлохмо. Это была его первая работа в озвучке фильмов.

## Премьера
Мировая премьера фильма состоялась 25 января 2019 года на кинофестивале «Сандэнс». Вскоре после этого компания HBO Films приобрела права на показ фильма. Он был выпущен 27 июля 2019 года.

## Критика
«Репост» получил в целом положительные отзывы кинокритиков. Его рейтинг на сайте-агрегаторе обзоров Rotten Tomatoes составил 86 % и был основан на 28 обзорах со средней оценкой 7 из 10. На сайте Metacritic на основании 8 рецензий фильму был дан рейтинг 73 из 100. В 2018 году фильм получил награду «The ReFrame Stamp» в категории «Художественный и анимационный фильм 2017 года». В своих рецензиях критики обращают внимание на затронутые в фильме проблемы соотношения частной и публичной жизни, насилия, остракизма и одиночества в подростковой среде.